# Shin Bo-ra
Đây là một tên người Triều Tiên, họ là Shin.
Shin Bora (tiếng Hàn: 신보라; sinh ngày 17 tháng 3 năm 1987) là một diễn viên hài và ca sĩ người Hàn Quốc. Cô bắt đầu sự nghiệp trong ngành giải trí với tư cách là một diễn viên hài trong chương trình thực tế Gag Concert vào năm 2010. Shin còn là thành viên của ban nhạc Brave Guys, và đã phát hành một vài đĩa đơn với tư cách nghệ sĩ solo. Vào năm 2014, cô đóng một vai phụ trong bộ phim truyền hình Hàn Quốc Trot Lovers.
Shin hẹn họ với đồng nghiệp trong Gag Concert diễn viên hài Kim Giri từ tháng 12 năm 2012.

## Phim đã đóng

### Truyền hình
| Năm       | Tiêu đề                                         | Vai trò                        | Kênh | Ghi chú              |
| --------- | ----------------------------------------------- | ------------------------------ | ---- | -------------------- |
| 2010–2014 | Gag Concert                                     | Chính cô                       | KBS2 | Chương trình thực tế |
| 2011      | Drama Special - Thiên thần hộ mệnh Kim Young-gu | (khách mời)                    | KBS2 |                      |
| 2012      | Family                                          | Fan của Hyung-beom (khách mời) | KBS2 |                      |
| 2013      | Marry Him If You Dare                           | Entertainer (khách mời)        | KBS2 |                      |
| 2014      | Trot Lovers                                     | Na Pil-nyeo                    | KBS2 |                      |

### Music Video
| Năm  | Ca sĩ    | Ca khúc      | Vai trò                |
| ---- | -------- | ------------ | ---------------------- |
| 2013 | TEEN TOP | "Miss Right" | Cô gái với mái tóc dài |

### Phim
| Năm  | Tiêu đề                             | Vai trò | Ghi chú        |
| ---- | ----------------------------------- | ------- | -------------- |
| 2010 | Animals United                      | Giselle | Lồng tiếng Hàn |
| 2012 | Delhi Safari                        | Giselle | Lồng tiếng Hàn |
| 2012 | Kaiketsu Zorori: da da da daiboken! | Arius   | Lồng tiếng Hàn |

## Danh sách đĩa nhạc

### Brave Guys
| Năm  | Tiêu đề            | Ghi chú |
| ---- | ------------------ | --- |
| 2012 | "Brave Snow White" | ca khúc từ Snow White and the Huntsman OST tiếng Hàn |
| 2012 | "Shut Up Family"   | ca khúc từ Family OST |
| 2012 | A to Z (album)     | Danh sách bài hát 1. 할말은 한다 (Say What I Need to Say) 2. 멀어진다 (Drift Apart) 3. Party People 4. 흔한 이별 (Typical Breakup) 5. 2012 6. 자꾸만 (Again) 7. 거짓말 (Lie) (feat. Airplane) 8. I 돈 Care (I Don't Care) (feat. PD Seo Su-min) 9. 봄 여름 여름 여름 (Spring Summer Summer Summer) 10. 기다려 그리고 준비해 (Wait and Be Ready) |

### Nghệ sĩ đơn
| Năm  | Tiêu đề               | Ghi chú                                                  |
| ---- | --------------------- | -------------------------------------------------------- |
| 2009 | "Let It Rain"         | ca khúc từ The Gospel 2, với Heritage Mass Choir         |
| 2011 | "I Send You My Heart" | ca khúc từ Detective K: Secret of the Virtuous Widow OST |
| 2012 | "I Miss You So I Cry" | ca khúc từ Phantom OST                                   |
| 2012 | "3! 4!"               | từ Immortal Songs                                        |
| 2012 | "Love Like This"      | từ đĩa đơn This Love                                     |
| 2013 | "Because It's Love"   | ca khúc từ All About My Romance OST, với Baechigi        |
| 2013 | Frozen                | đĩa đơn đầu tiên của Shin Bora                           |

## Giải thưởng và đề cử
| Năm  | Giải thưởng                     | Thể loại                                          | Đề cử       | Kết quả   |
| ---- | ------------------------------- | ------------------------------------------------- | ----------- | --------- |
| 2011 | KBS Entertainment Awards        | Giải thưởng xuất sắc trong hài kịch - Nữ          | Gag Concert | Đoạt giải |
| 2011 | 12th Korea Visual Arts Festival | Giải thưởng ăn ảnh, thể loại hài                  | Gag Concert | Đoạt giải |
| 2012 | KBS Entertainment Awards        | Giải thưởng xuất sắc hàng đầu trong hài kịch - Nữ | Gag Concert | Đoạt giải |
| 2013 | 49th Baeksang Arts Awards       | Biểu diễn đa dạng nhất - Nữ                       | Gag Concert | Đoạt giải |
| 2013 | 40th Korea Broadcasting Awards  | Nghệ sĩ hài xuất sắc nhất                         | Gag Concert | Đoạt giải |

## Liên kết
- Shin Bora trên Twitter
- Shin Bora tại YMC Entertainment